# Karfi
Karfi (gr. Καρφί Karphi) – starożytna osada założona w XII wieku p.n.e. w górach Dikti we wschodniej części Krety.
Powstała w bardzo trudno dostępnym miejscu, dzięki czemu dotrwała do naszych czasów. Przypuszcza się, iż pełniło ono funkcję refugium dla ludności minojskiej lub postminojskiej, która uciekając wysoko w góry, chciała się schronić przed najazdem z północy. 
Jej zwarta zabudowa porównywana jest często z Machu Picchu. Budowle wzniesione są z kamienia, bez fundamentów. Mają wspólne, nieotynkowane ściany. Badacze naliczyli ok. 150 pomieszczeń. W jednym z nich odkryli podstawy dla kolumn, w związku z czym postawiono hipotezę, iż była to "rezydencja władcy". W najwyżej położonej części wioski odnaleziono okręg kultowy otoczony murem z ołtarzem ofiarnym pośrodku – temenos (sanktuarium). 